# Carte thermique
Une carte thermique (carte de fréquentation, ou heat map en anglais signifiant littéralement carte de chaleur) est une représentation graphique de données statistiques qui fait correspondre à l'intensité d'une grandeur variable une gamme de tons ou un nuancier de couleurs sur une matrice à deux dimensions (qui peut elle-même représenter une zone géographique). Ce procédé permet de donner à des données un aspect visuel plus facile à saisir qu'un tableau de statistiques.
Les cartes thermiques servent notamment à représenter l’activité humaine, notamment la fréquence de passage de personnes (par exemple, des cyclistes ou des clients) ou la fréquence d’événements (par exemple, des délits ou des pluies) dans une zone donnée. Elles peuvent également mettre en exergue les endroits du d'une page Internet le plus souvent balayées par le regard de ses lecteurs.
On parle aussi, en anglais et surtout dans un contexte informatique, de color map (ou colormap) signifiant carte de couleur.

## Histoire
Les cartes thermiques sont les héritières des matrices en dégradé (shading matrix) où les grandes valeurs sont représentées par de petits carrés de couleur foncée ou noire, et les petites valeurs par des carrés plus clairs. Toussaint Loua utilise le procédé dès 1873 pour synthétiser les données de 40 cartes distinctes de Paris, en utilisant une échelle de couleurs allant du blanc (faible) au rouge (fort) en passant par le jaune et le bleu. Peter Henry Andrews Sneath perfectionne le dispositif en 1957, Robert Ling en 1973. Leland Wilkinson développe le premier programme informatique en 1994 sur SYSTAT pour produire des cartes thermiques en grappes avec des graphiques en couleur haute résolution. 

En 1991, un concepteur de logiciels, Cormac Kinney, dépose la marque sur le terme « carte thermique » pour décrire un dispositif d'affichage des valeurs sur les marchés financiers. Les titres sont représentés par un carré de couleur sur un échiquier ; quand le prix d’un titre grimpe en séance, sa couleur vire au bleu ; s'il est trop demandé, la couleur devient rouge. En plus de permettre aux courtiers d’analyser rapidement les conditions du marché, l’application les aide à prévoir les activités et à saisir des opportunités fructueuses. 

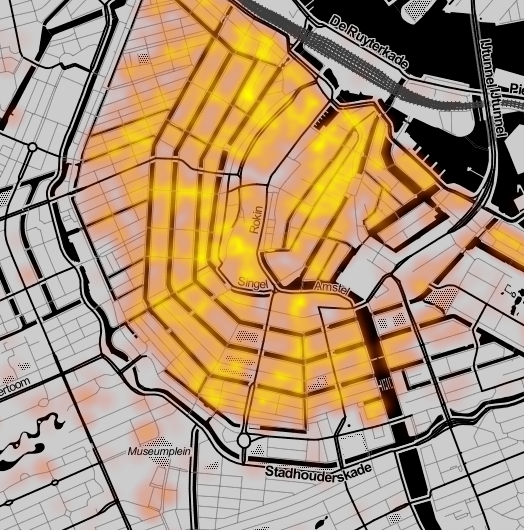
Carte géographique traitée comme une carte thermique : le cas du centre-ville d'Amsterdam
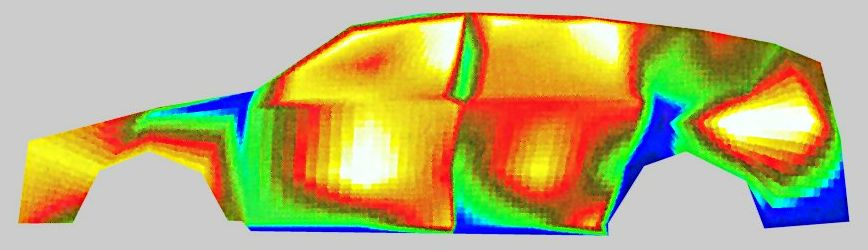
Carte thermique représentant les vibrations structurelles d'une automobile liées aux vibrations causées par la route
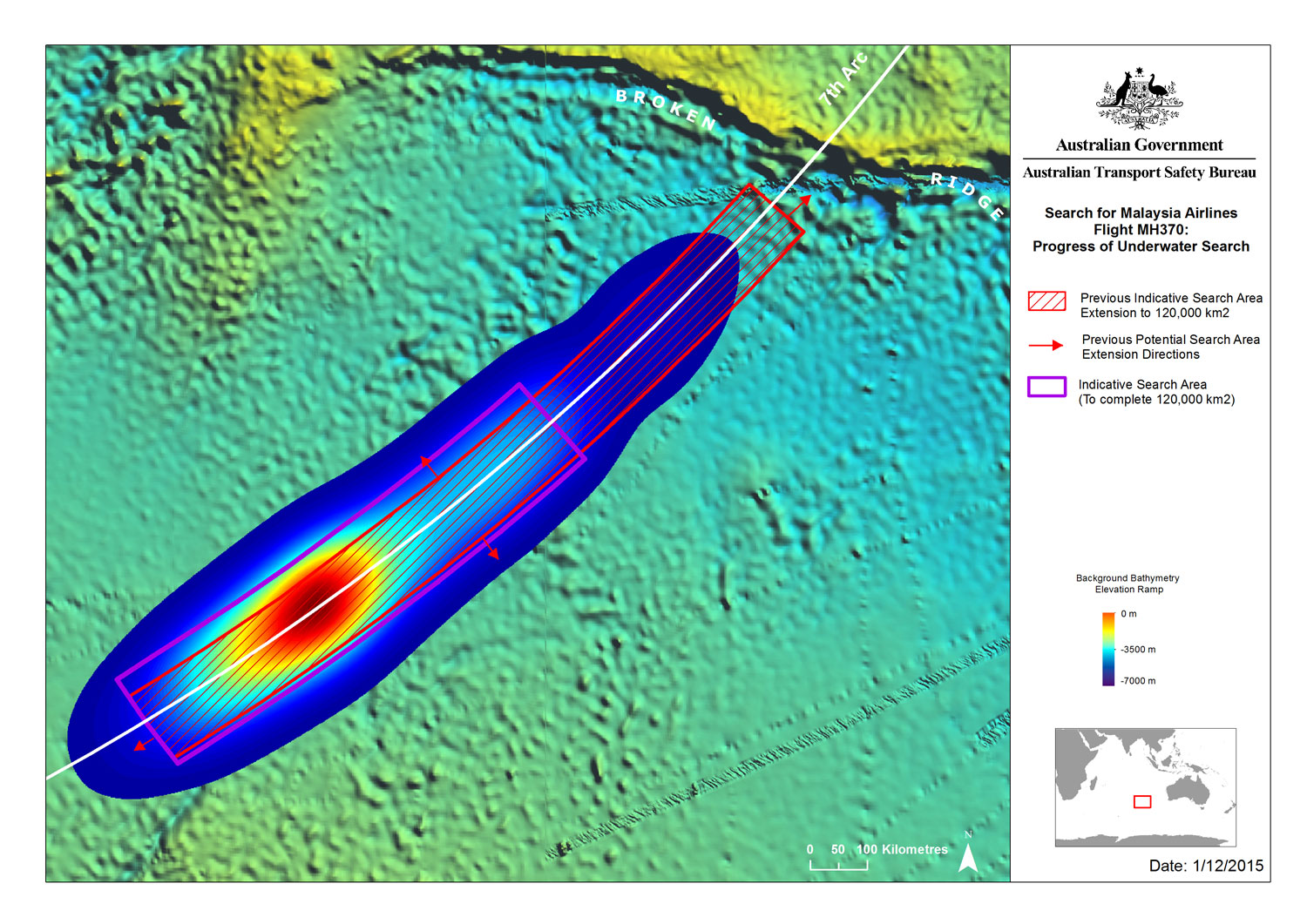
Carte thermique représentant les probabilités de localisation du point d'impact d'un avion disparu (vol 370 de Malaysia Airlines)
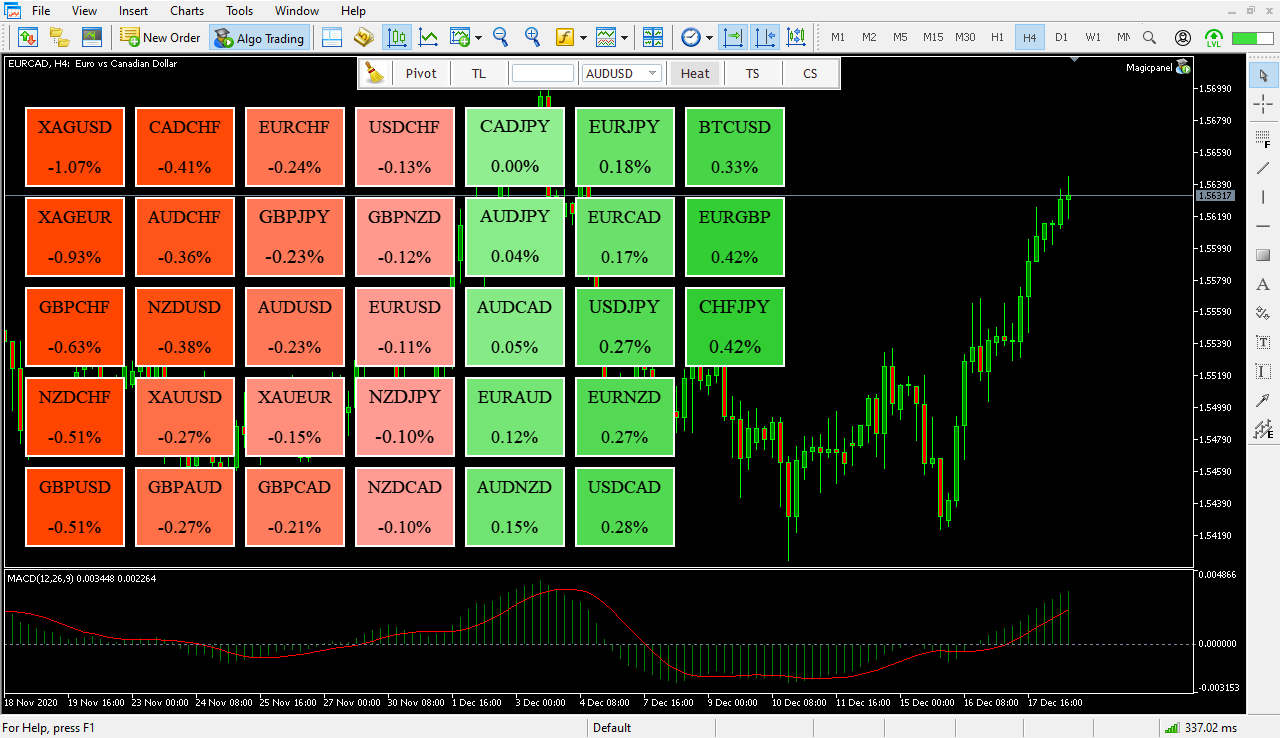
Carte thermique représentant le cours des devises : les paires de devises fortes et faibles sont indiquées en couleur, en fonction de leur variation par rapport au cours de clôture du jour précédent

## Choix des couleurs
Le choix d'une palette de couleurs appropriée est importante pour s'assurer que la carte thermique est bien interprétée, et compréhensible par les personnes atteintes de daltonisme. Ainsi, l'usage d'un gradient arc-en-ciel « classique » (comme celui du cartouche de cet article) est peu compréhensible pour les personnes daltoniennes, et les écarts de valeurs ne sont pas perçus comme uniformes (un incrément de 10 ne sera pas perçu de la même manière selon qu'il se situe plutôt dans les jaunes ou les bleus). On lui préfèrera donc des gradients comme Viridis, Magma ou Cvidis, conçus scientifiquement avec ces problématiques à l'esprit, et qui ont en outre l'avantage de demeurer lisibles en noir et blanc (ce qui peut avoir son importance pour l'impression).

## Logiciels
Hotjar (www.hotjar.com), Lucky Orange (www.luckyorange.com), FullStory (www.fullstory.com), Crazy Egg (www.crazyegg.com), VWO Heatmaps, Heatmap.com (heatmap.com), Ptengine (www.ptengine.com), R, Gnuplot, Google Fusion Tables, Python (à l'aide de Matplotlib, Seaborn ou Ploty), Java (grâce aux librairies JavaFX, Swing ou HeatChart)